# 华云工农区
华云工农区，是四川省南充地区所属的工农区，是华蓥市的前身。 

## 历史
1978年3月9日，中共南充地委向中共四川省委呈报《关于建立中共华蓥工农示范区委员会、华蓥工农示范区革命委员会的报告》。4月8日，中共四川省委、四川省革命委员会批准《建立中共四川省华蓥工农示范区委员会、四川省华蓥工农示范区革命委员会》，下辖原岳池县境内的溪口公社、鸡心公社、高兴公社、阳和公社、福星公社、新合公社、庆华公社、庆华镇，原广安县境内的古桥公社、双河公社、回龙公社、禄市公社、天池公社、前锋公社、梭罗公社、明月公社、三圣公社、铜堡公社等九个公社。撤销即原岳池县华蓥区、原广安县永兴区建置，由华蓥工农示范区直接领导公社(镇)。
1978年8月29日，南充地区行政公署报经四川省革命委员会批准，华蓥工农示范区行政区划进行调整，将原已划入的前锋公社、梭罗公社仍划规广安县管辖；又将广安县的永兴公社和永兴区一并划入华蓥工农示范区管辖。11月6日，中共四川省委(1978)41号、川委组干(1978)806号、807号文件批准，成立“中共华蓥工农示范区委员会”和“四川省华蓥工农示范区革命委员会”。11月10日，正式成立华蓥工农示范区（县级），驻双河公社。面积430平方公里，总人口29.64万，其中非农业人口6.64万。辖十六个公社、一个镇。
1979年10月5日，中国国务院以(1979)国函字236号文批准，设立华云工农区。建制为县一级的工农区，归属南充地区领导。区委、区革委驻双河公社；仍管辖16个公社1个镇。
1983年2月20日，《重庆日报》消息：“党中央、国务院“为了更好地发挥重庆这个中心城市的作用，适当扩大重庆的行政区范围，除重庆现有的区、县外，再增加永川地区的8个县和南充地区的华云工农区”。3月3日，国务院以（83）国函字26号《国务院关于同意四川省发挥大中城市作用调整行政区划给四川省人民政府的批复》同意将“南充地区的华云工农区划归重庆市管辖”。9月9日，国务院(1983)国函字188号文通知：“华云工农区仍划归南充地区管辖”。
1984年12月6日，四川省人民政府向国务院呈报：《关于将华云工农区改设为华蓥市的请示》。1985年2月4日，中华人民共和国国务院(1985)国函字18号文：《国务院关于四川省撤销华云工农区，设立华蓥市的批复》“同意撤销华云工农区，设立华蓥市。以华云工农区的行政区域为华蓥市的行政区域”。